# カウル
カウル（英: cowl）は、航空機やオートバイなどで走行風を整流するために、エンジンや車体を覆う部品、あるいは構造である。カウリング（英: cowling）やフェアリング（英: fairing）とも呼ばれる。

## 航空機

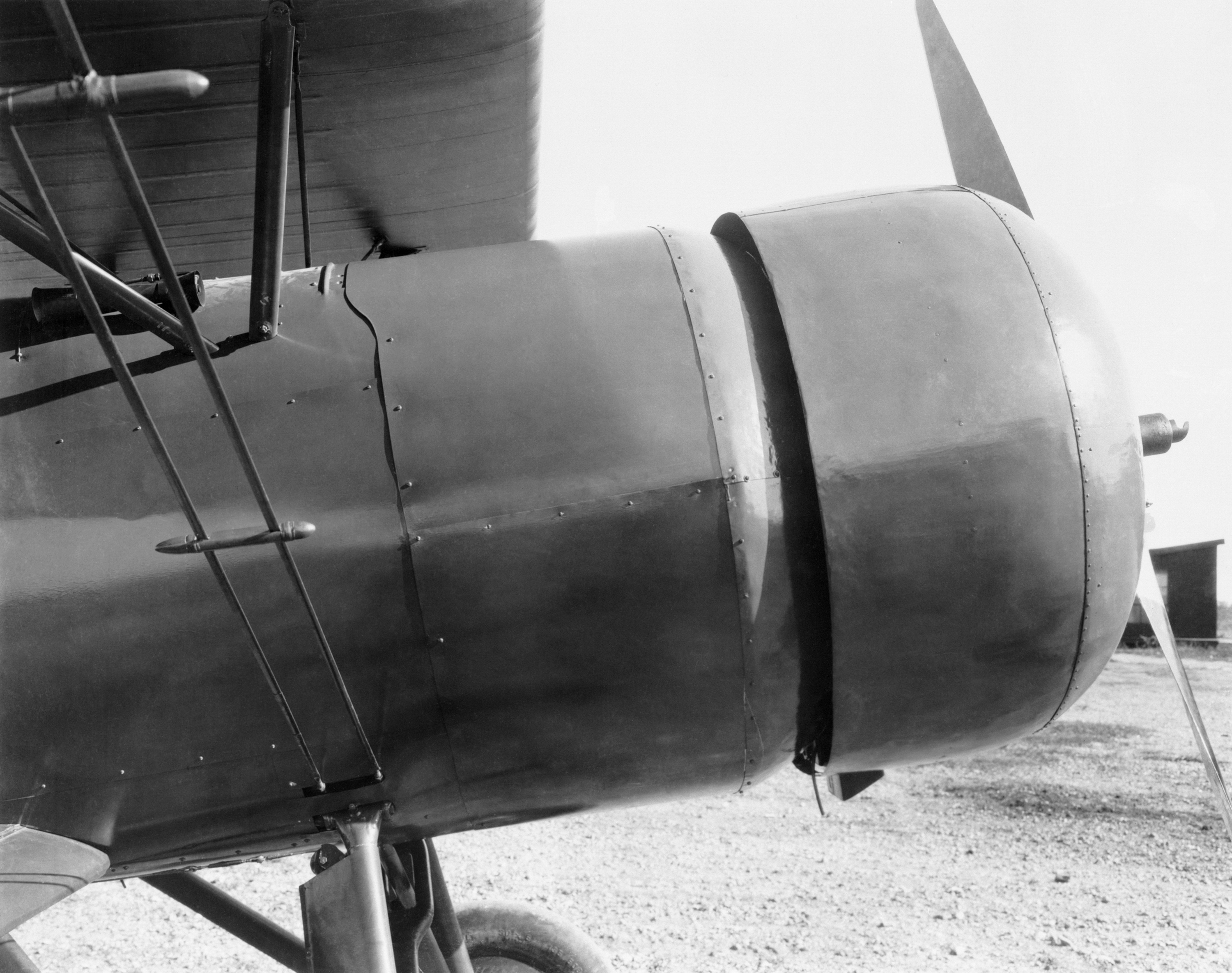
ラングレー記念航空研究所でNACAカウルを装備したカーチス AT-5A

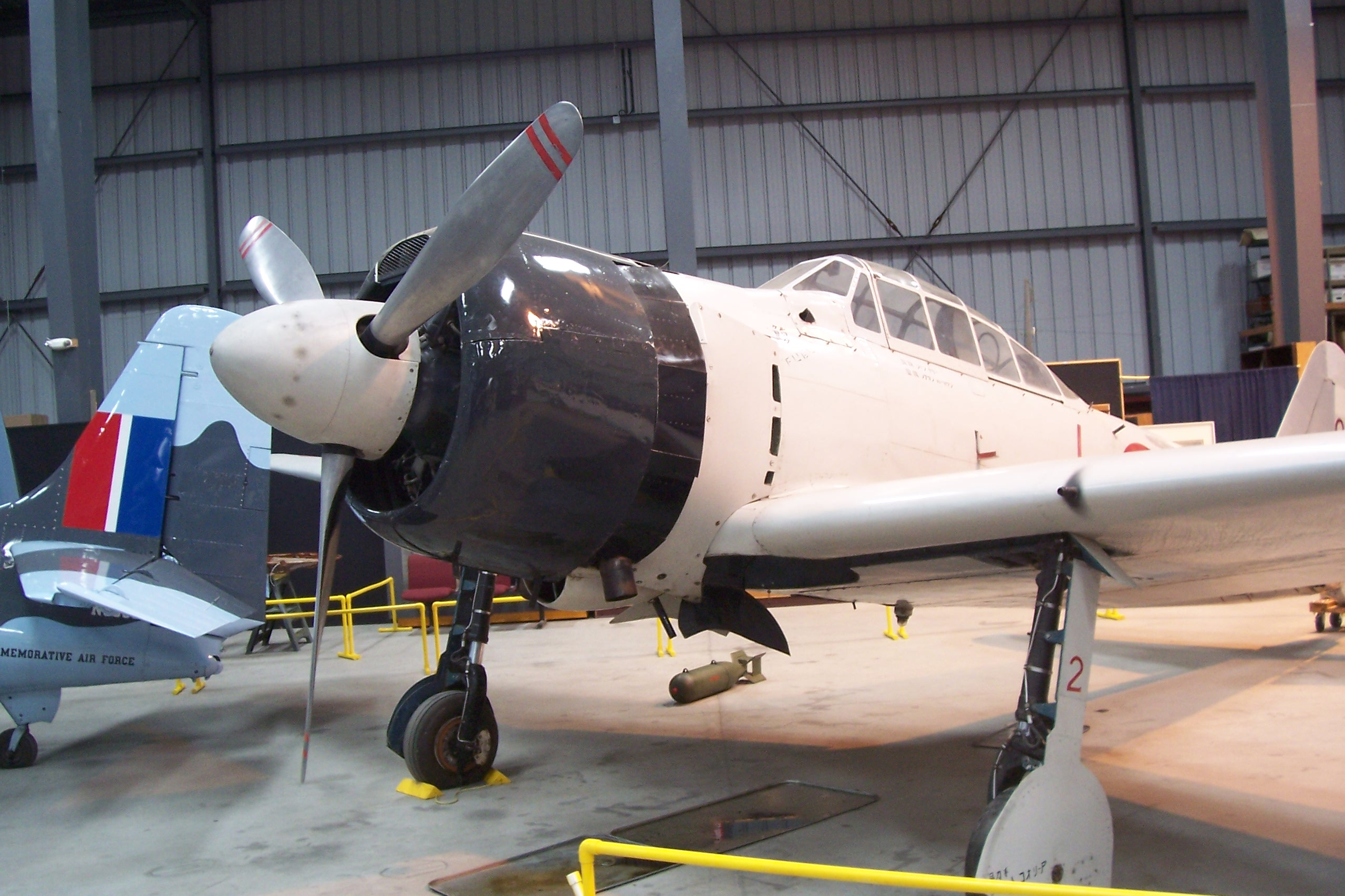
零式艦上戦闘機のカウル

レシプロエンジン搭載の飛行機において、エンジンを覆うカバーをエンジンカウル（英: engine cowl）や、カウリング（英: cowling）、カウルなどと呼ぶ。大型ジェット機など、主翼の下にジェットエンジンを吊り下げる機体では「エンジンナセル（英: engine nacelle）や「エンジンポッド（英: engine pod）」と呼ばれる。フェアリングと言う場合には、エンジンだけでなく脚（）などの整形覆いも含まれる。
まだ複葉機が主流であった時代、飛行機の速度が低かったころはエンジン本体は剥き出しであったが、第一次世界大戦後の1920 - 30年代から空気抵抗（抗力）を低減する方策の1つとしてエンジンが覆われるようになった。他の方策としては、機体全体を流線形で設計、主翼を単葉にする、引き込み式の降着装置や操縦席の風防（ウィンド・シールド）に繋がるキャノピーの採用などがある。
空冷エンジンを搭載した機種では、空気抵抗低減のほかにエンジンを冷却する空気の流れを整えて冷却効果を向上させる目的もあり、流路の出口に設けられる可動式の板を開閉することで冷却空気の流量を調整できるカウルフラップ（英: cowl flap）と呼ばれる機構を備える機種もある。

### NACAカウル
NACAカウルは国家航空宇宙諮問委員会 (NACA。のちのNASA) によって1927年に開発され、星型エンジンを搭載した航空機で使用されたカウルの一種である。空気抵抗の低減に伴う燃費向上により、開発や導入にかかる費用に対してより多くの利益がもたらされた。NACAカウルが開発される以前から、当時主流であったロータリーエンジンに流体力学等のカウルが取り付けられることがあった。ロータリーエンジンではカウル内でシリンダーが回転するため問題とはならなかったものの、それらは流体力学等の科学的根拠のないものであった。。1920年代に入るとシリンダーが固定された星形エンジンが普及して冷却の問題が浮上し、冷却性能と空気抵抗の低減を両立した実用的なカウルの開発が求められた。実験機のカーチス・ホーク複葉機はライト R-790星形エンジンを搭載しており、NACAカウルを装着しない場合の対気速度が118マイル毎時 (190 km/h)であるのに対して、カウルを装着することで137マイル毎時 (220 km/h)に達した。NACAカウルが、最も高温になる部品、すなわちシリンダーやさらに重要なシリンダーヘッドを通るように冷気をエンジンに導き、冷却後の空気の乱流が大幅に減少するという結果を受け、1932年以降のほぼすべての星型エンジン搭載機に装着されることとなった。

## オートバイ

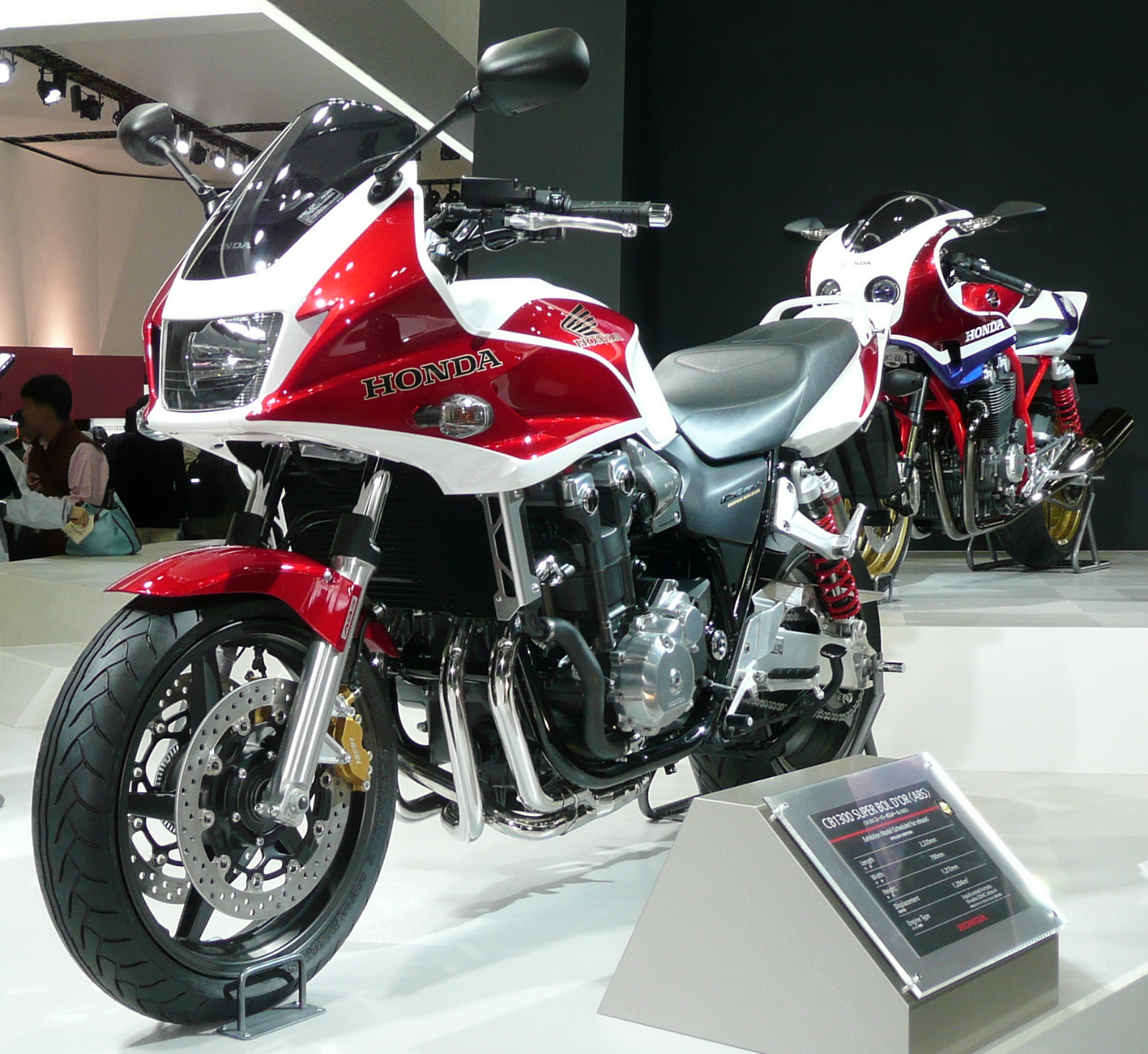
ハーフカウル（ホンダ・CB1300 SUPER BOL D'OR）

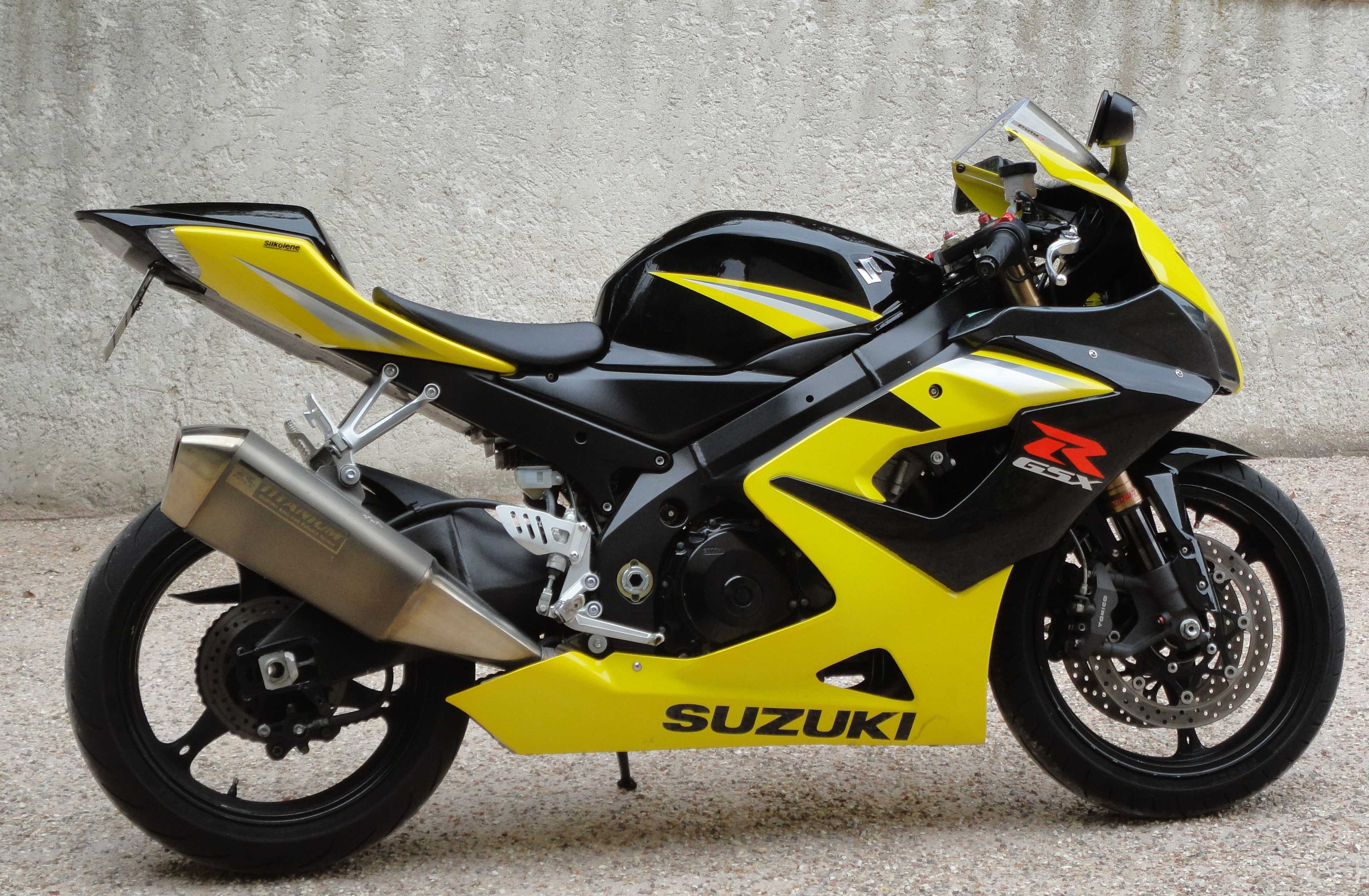
フルカウル（スズキ・GSX-R1000）

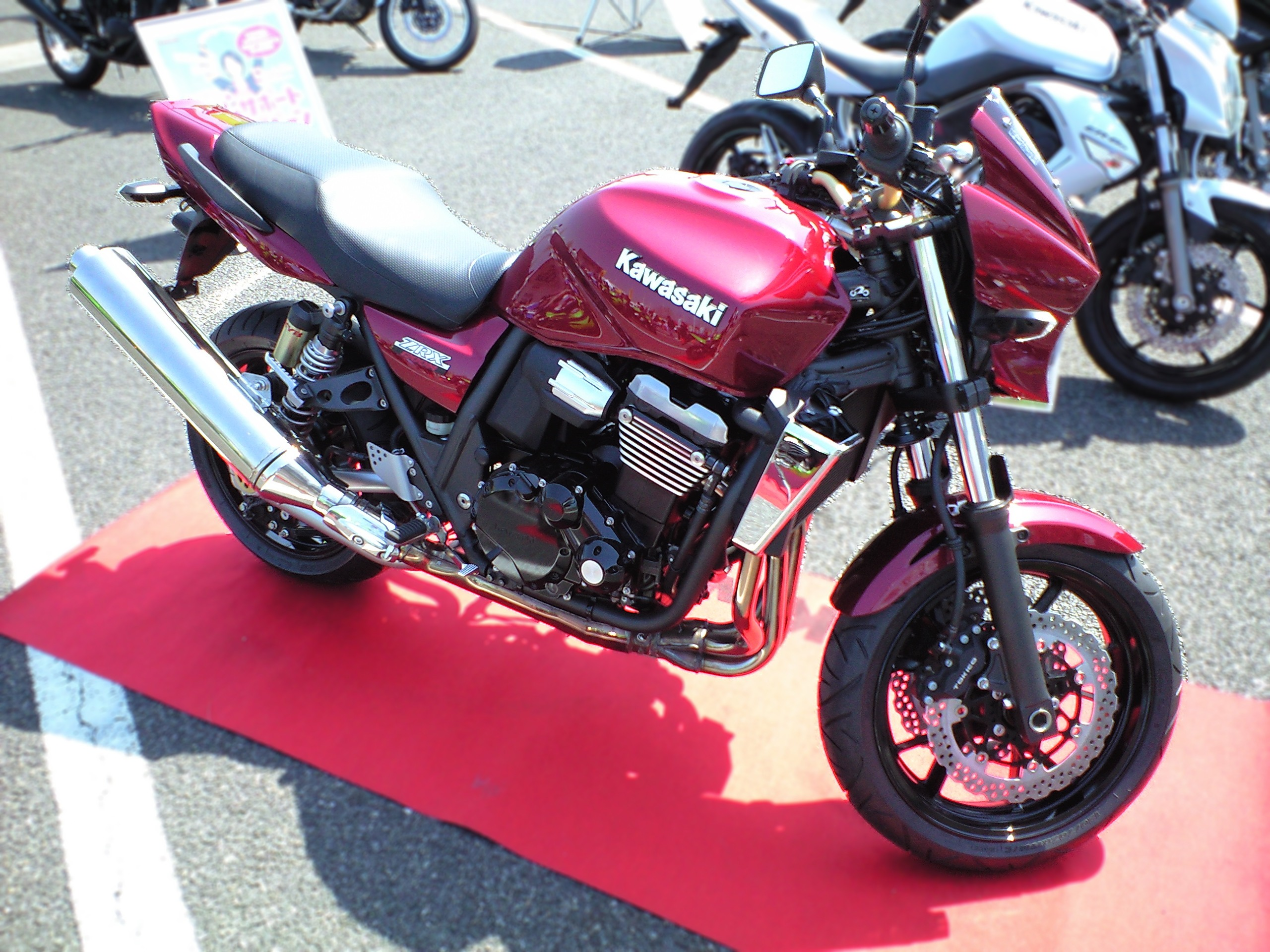
ビキニカウル（カワサキ・ZRX1200 DAEG）

空気抵抗を減らし、乗員を走行風から保護する目的で、車体や乗員を覆う風防を指す。主に合成樹脂で作られており、視界を確保する部分はウインドシールド（英: wind shield）やウィンドスクリーン（英: wind screen）と呼ばれ、透明な材料が用いられている。適切に設計されたカウルは高速走行時にダウンフォースを発生し、走行安定性を高める効果がある。ロードレース用のオートバイやこれを模したスーパースポーツに分類される車種、ツーリング向けのツアラーに分類される車種で装備される例が多い。これに対し、カウルを装備していないオートバイを、ネイキッドという。
一般向けの量産市販車で最初にフルカウルを装備したのは1976年のBMW・R100RSであった。日本製の車種では1970年代末に、輸出向けの一部でビキニカウルと呼ばれる小型のカウルを装備された。1980年代からはツアラーとして快適性を重視した大柄なカウルを装備する車種が増え、1982年にはホンダ・CB1100Rがロードレース用のイメージを持つカウルを装備して登場した。一方、日本国内向けでは型式認定を得るのが難しく、1982年のホンダ・VT250Fまで導入されることがなかった。認可が下りなかった理由としては、空力的な付加物は暴走行為を助長しかねないという観点が影響したともみられている。VT250Fに装備されたのは「メーターバイザー」と名付けられた小さな風防であったが、これをきっかけとして1983年にはスズキ・RG250Γがロードレース風のハーフカウルを装備、翌年には同車がフルカウルを装備して、日本内外の市場にカウルを装備した車種が短期間で増えた。
カウルを分類して、次のように呼びわける場合がある。
ハーフカウル（英: half cowl）
車体の上側のみを覆うやや大型のカウルのこと。
フルカウル（英: full cowl）
車体下部まで覆う大型のカウルのこと。分割式の場合、上部をアッパーカウル、下部をアンダーカウルと呼ぶことがある。
ロケットカウル
おもに丸形のヘッドライトを備えて、車体を覆う全体的に丸みを帯びたカウルを日本ではこのように呼ぶ場合がある。ハーフカウルの物とフルカウルの物がある。
ビキニカウル
ハンドル回りを中心にヘッドライトを覆う比較的小型のカウルを日本ではこのように呼ぶ。ミニカウルとも呼ばれる場合もある。英語圏ではクォーターフェアリング(英: quater fairing)などのように呼ばれる。フレームに固定されることが一般的なハーフカウルやフルカウルと異なり、ヘッドライトとともにステアリング（通常はフロントフォーク）に固定されるため、舵角に応じてヘッドライトとカウルの向きが変わる。
アンダーカウル（英: under cowl）
車体下部のみを覆う比較的小型のカウルのこと。ビキニカウルとともに装着される例が多いが、ホンダ・CBR400Fのように車体上部にカウルがない車両に装着される例もある。分割式フルカウルの下側パーツを指す場合もある。
シートカウル
シート後方の車体を覆うカウルで、車体後方への空気流を整える役割を持つ。テールカウル、リアカウルとも呼ばれる。
ダストビンカウル（英: dust bin cowl）
前輪を含めた車体前部の全体を覆う大型のカウル。大戦前の競技用車両によく見られたが、前端部に受ける風圧により車体挙動が不安定になり危険であるとされ、レギュレーションで禁止された。速度記録用などの特殊な分野では現在でも見ることができる。
メーターバイザー（英: meter visor）
スピードメーターを覆う小型の風防のことで、メーターカウルとも呼ばれる。樹脂製で、透明もしくは半透明のものと不透明なものがある。ビキニカウルのようにヘッドライト周りまで覆うものもこのように呼ばれる場合がある。
ウインドシールド
ヘッドライト回りを中心にハンドル中央を覆う比較的大型の透明風防のこと。

## 自動車
自動車では、ボンネットのフードとフロントウインドシールドの間の外板部を指す。現在の自動車におけるワイパーの基部やベンチレーターの吸気口がある部分のことである。フロントフェンダーが独立した形状を持っていた時代には側面に回り込んだ部分までを指していた。

## 鉄道車両
アメリカ合衆国を中心に普及しているアメリカ形ディーゼル機関車では、機関部を覆う外板が台枠幅いっぱいに広げられた形状の車両をカウル・ユニットと呼ぶ。これに対して、覆いの幅が台枠幅より狭く、周囲にランボードを持つものをフード・ユニットと呼ぶ。また、単なる覆いではなく、外板構造が車体の強度部材として設計されたものは、キャブ・ユニットあるいはカーボディ・ユニットと呼ぶ。